# Oncholaimus cylindricaudatus
Oncholaimus cylindricaudatus is een rondwormensoort uit de familie van de Oncholaimidae.